# Marke (Nepal)
Marke – gaun wikas samiti w zachodniej części Nepalu w strefie Rapti w dystrykcie Salyan. Według nepalskiego spisu powszechnego z 2011 roku liczył on 832 gospodarstwa domowe i 4174 mieszkańców (2181 kobiet i 1993 mężczyzn).